# مضرب

نمایش مضرب های اعداد

مضرب (انگلیسی: Multiple) در ریاضی، حاصل تقسیم یک مقدار در یک عدد حسابی است. به عبارت دیگر، برای مقادیر a  و b، بیان می‌داریم که  b  مضرب a  است، اگر b=na برقرار بوده و n عددی صحیح باشد. در این حالت اگر a  مقداری غیر صفر باشد، b/a برابر مقدار صحیح n خواهد بود و به بیانی دیگر b  بر a [بخش‌پذیر] است.
هنگامی که a و b اعدادی صحیح هستند، اگر b مضربی از a باشد، a را مقسوم‌علیه b می‎خوانیم.
برای مثال مضرب های عدد ۱۲ عبارتند از ۱۲ و ۲۴ و ۳۶ و ۴۸ ۶۰ و ۷۲ و ۸۴ و ۹۶ ۱۰۰ و....
که از فرمول مذکور استفاده می شود